# إدي فريمان
إدي فريمان (بالإنجليزية: Eddie Freeman)‏ هو لاعب كرة قدم أمريكية ولاعب كرة القدم الكندية أمريكي، ولد في 4 يناير 1978 في موبيل في الولايات المتحدة.